# Shea Weber
Shea Weber (ur. 14 sierpnia 1985 w Sicamous, Kolumbia Brytyjska) – kanadyjski hokeista, reprezentant Kanady, dwukrotny olimpijczyk.

## Kariera
- Sicamous Eagles (2001–2002)
- Kelowna Rockets (2002–2005)
- Milwaukee Admirals (2005–2006)
- Nashville Predators (2005–2016)
- Montreal Canadiens (2016-)

Wychowanek Sicamous and District MHA. Przez cztery sezony występował w kanadyjskiej lidze juniorskiej WHL w ramach CHL, następnie rok w AHL, a od 2005 w NHL w zespole Nashville Predators. Od 2010 (po odejściu Jasona Arnotta do New Jersey Devils) kapitan drużyny. W lipcu 2012 przedłużył kontrakt z klubem o czternaście lat. Od czerwca 2016 zawodnik Montreal Canadiens w toku wymiany za P.K. Subbana.
Uczestniczył w turniejach mistrzostw świata 2007, 2009, zimowych igrzysk olimpijskich 2010, 2014, Pucharu Świata 2016.

## Sukcesy

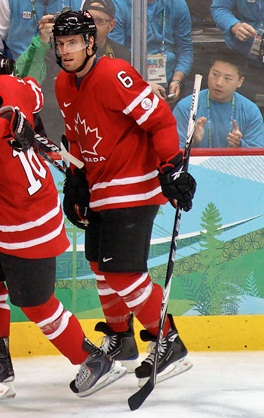
Shea Weber w barwach Kanady (2010)

Reprezentacyjne
- Złoty medal mistrzostw świata juniorów do lat 20: 2005
- Złoty medal mistrzostw świata: 2007
- Srebrny medal mistrzostw świata: 2009
- Złoty medal zimowych igrzysk olimpijskich: 2010, 2014
- Puchar Świata: 2016

Klubowe
- Keystone Cup: 2002 z Sicamous Eagles
- Scotty Munro Memorial Trophy: 2003, 2004
- Ed Chynoweth Cup - mistrzostwo WHL: 2003, 2005,
- Memorial Cup - mistrzostwo CHL: 2004
- Mistrzostwo dywizji AHL: 2006 z Milwaukee Admirals
- Mistrzostwo konferencji AHL: 2006 z Milwaukee Admirals

Indywidualne
- Sezon WHL i CHL 2003/2004:
  - Drugi skład gwiazd WHL
  - Skład gwiazd turnieju Memorial Cup 2004
- Sezon WHL i CHL 2004/2005:
  - Pierwszy skład gwiazd WHL (Zachód)
  - MVP w fazie play-off Western Hockey League
  - Drugi skład gwiazd CHL
- Sezon AHL 2005/2006:
  - Pierwsze miejsce w klasyfikacji strzelców wśród obrońców w fazie play-off
- Sezon NHL (2005/2006):
  - NHL YoungStars Roster
- Sezon NHL (2008/2009):
  - NHL All-Star Game
- Mistrzostwa Świata w Hokeju na Lodzie 2009/Elita:
  - Pierwsze miejsce w klasyfikacji asystentów wśród obrońców turnieju: 8 asyst
  - Pierwsze miejsce w klasyfikacji kanadyjskiej wśród obrońców turnieju: 12 punktów
  - Jeden z trzech najlepszych zawodników reprezentacji na turnieju
  - Skład gwiazd turnieju
  - Najlepszy obrońca turnieju
- Hokej na lodzie na Zimowych Igrzyskach Olimpijskich 2010:
  - Skład gwiazd turnieju
- Sezon NHL (2010/2011):
  - NHL All-Star Game
  - Pierwszy skład gwiazd
- Sezon NHL (2011/2012):
  - NHL All-Star Game
  - Pierwszy skład gwiazd
- Hokej na lodzie na Zimowych Igrzyskach Olimpijskich 2014 – turniej mężczyzn:
  - Trzecie miejsce w klasyfikacji kanadyjskiej wśród obrońców turnieju: 6 punktów
- NHL (2015/2016): Mark Messier Leadership Award[4]
- NHL (2016/2017): Mecz Gwiazd NHL edycji 2017